# Centris gelida
Centris gelida là một loài Hymenoptera trong họ Apidae. Loài này được Snelling mô tả khoa học vào năm 1984.